# Globalna instytucja o znaczeniu systemowym
Globalna instytucja o znaczeniu systemowym (ang. systemically important financial institution, SIFI) – instytucja finansowa wpisana przez Financial Stability Board na listę instytucji istotnych dla całego (globalnego) systemu finansowego. Standardowo określane mianem instytucji (zwykle banków) za dużych, żeby upaść (ang. too big to fail).
W 2010 r. na spotkaniu przywódców państw G20 wskazano potrzebę określenia ryzyka związanego z instytucjami finansowymi, które są ważne w globalnym systemie finansowym. Z tymi instytucjami wiąże się ryzyko systemowe dla całego globalnego systemu, wyrażane pojęciem 'za duże żeby upaść’.
W czasie szczytu w 2010 w Seulu (Korea) wskazano konieczność stworzenia listy takich instytucji oraz określono ramy czasowe przygotowań do wdrożenia zasad nadzoru nad tymi instytucjami.
Określeniem zasad nadzoru nad takimi instytucjami zajmuje się komitet bazylejski Financial Stability Board.

## Lista globalnych instytucji o znaczeniu systemowym (G-SIFI)
Lista ogłaszana i aktualizowana w listopadzie każdego roku
Stan: listopad 2023:
- JPMorgan Chase
- Bank of America
- Citigroup
- HSBC
- Agricultural Bank of China(inne języki)
- Bank of China(inne języki)
- Barclays
- BNP Paribas
- China Construction Bank(inne języki)
- Deutsche Bank
- Goldman Sachs
- Industrial and Commercial Bank of China
- Mitsubishi UFJ FG
- UBS
- Bank of Communications(inne języki) (BoCom)
- Bank of New York Mellon
- Groupe BPCE(inne języki)
- Groupe Crédit Agricole
- ING
- Mizuho FG(inne języki)
- Morgan Stanley
- Royal Bank of Canada
- Santander
- Société Générale
- Standard Chartered(inne języki)
- State Street
- Sumitomo Mitsui FG(inne języki)
- Toronto Dominion
- Wells Fargo